# Uovo della Croce Rossa
L'Uovo della Croce Rossa (o Uovo della Croce Rossa con trittico) è una delle uova imperiali Fabergé, un uovo di Pasqua gioiello che l'ultimo Zar di Russia, Nicola II donò a sua moglie la Zarina Aleksandra Fëdorovna Romanova.
Fu fabbricato a San Pietroburgo nel 1915 sotto la supervisione di Henrik Wigström, per conto del gioielliere russo Peter Carl Fabergé, della Fabergè.

## Proprietari
Nel 1930 l'Antikvariat di mosca vendette l'uovo ad uno sconosciuto acquirente.
Nel 1943 India Early Minshall, vedova del fondatore della Pocahontas Oil Company, T. Ellis Minshall acquistò l'uovo da A la Vieille Russie di New York.
(India Early Minshall, The Story of My Russian Cabinet)
Nel 1965 India lasciò l'uovo in eredità al Cleveland Museum of Art.

## Descrizione
L'uovo, che misura 8,6 x 6,35 centimetri, è fatto d'argento, oro, smalto bianco opalescente e rosso traslucido, acquerello su oro e vetro.
Il guscio d'oro smaltato di bianco è decorato da due croci rosse in smalto traslucido, una anteriore ed una posteriore, che al centro recano una cornice circolare con il ritratto in miniatura, rispettivamente, delle granduchesse Tatiana e Olga nelle loro uniformi della Croce Rossa; l'autore probabilmente è Vassily Zuiev, che ha dipinto anche le miniature dell'Uovo della Croce Rossa con ritratti, pure del 1915.
La croce anteriore con il ritratto di Tatiana tiene chiuso l'uovo.
Questo è una delle poche uova imperiali che si apre verticalmente, un altro è l'Uovo dell'inverno del 1913.

### Sorpresa

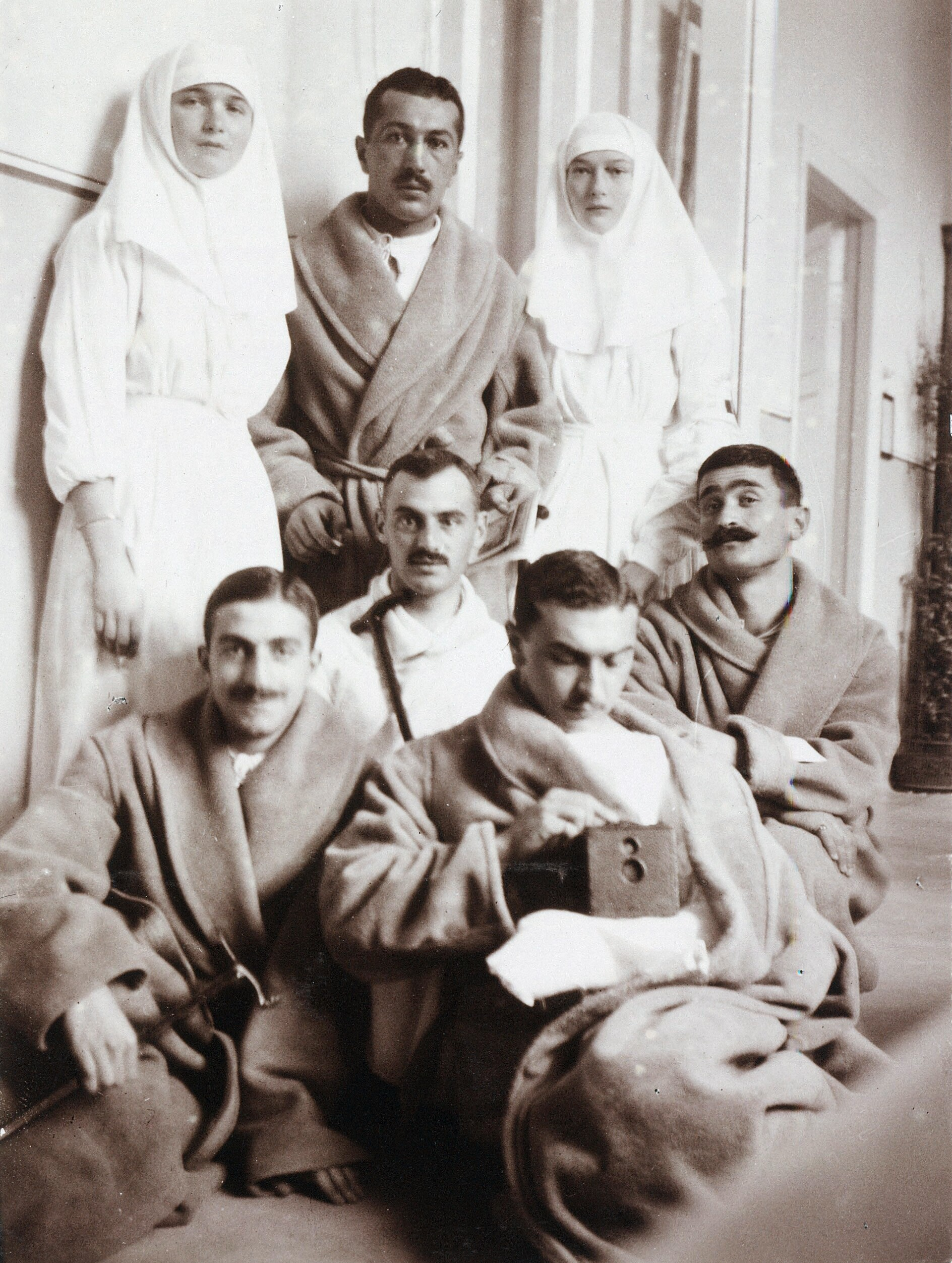
Le Granduchesse Olga e Tatiana in uniforme della Croce Rossa, con dei soldati, nel 1915.

La parte anteriore dell'uovo si apre dividendosi in due quarti e rivelando all'interno un trittico.
La scena centrale è la Discesa di Cristo agli inferi, la tradizionale rappresentazione della risurrezione di Gesù nella Chiesa ortodossa.
Ai lati sono rappresentate le sante patrone delle figlie della zarina:
santa Olga, la fondatrice del cristianesimo in Russia è rappresentata sul pannello di sinistra del trittico, santa Tatiana martire sulla destra.
Le miniature interne sono opera di Adrian Prachow, che era specializzato in icone.
I restanti due pannelli laterali sono iscritti, uno con il monogramma coronato della zarina e l'altro con l'anno "1915".

## Contesto storico
Allo scoppio della prima guerra mondiale nel 1915, la Zarina Aleksandra e le sue figlie più grandi, Olga e Tatiana, si arruolarono come infermiere praticanti mentre i palazzi imperiali furono convertiti in ospedali provvisori.
Entrambe le uova di Pasqua imperiali fabbricate da Fabergé nel 1915 celebrano il loro contributo allo sforzo bellico, come infermiere della Croce Rossa.